# Gabriele Busca
Gabriele Busca, noto anche come Gabrio o Gabriello Busca (Pavia, 1540 circa – Milano, 27 luglio 1605), è stato un architetto e ingegnere militare italiano, personaggio di grande ingegno che partecipò alla realizzazione di diverse costruzioni belliche.

## Biografia
Incerte sono le notizie dell'infanzia di Gabriele Busca; nacque forse a Pavia, intorno al 1540.
Il padre Giovanni Antonio fu fonditore di artiglierie per il Ducato di Milano; dal 1570, ormai trentenne, Busca acquisì maestria sia nella progettazione architettonica sia nell'ingegneria militare, ma non esistono fonti che attestino i suoi studi. Entrò anch'egli al servizio di Emanuele Filiberto di Savoia, così come il fratello maggiore Francesco aveva fatto alcuni anni prima. Per le sue doti ingegneristiche applicate all'arte della guerra, venne nominato "luogotenente del capitano generale di artiglieria di là dai monti", incarico che prevedeva la direzione dei lavori ingegneristici militari nella Savoia.
Fu appassionato sperimentatore degli strumenti di guerra e delle macchina d'assedio; per questa sua grande curiosità e perizia conoscitiva il duca Carlo Emanuele I di Savoia lo incaricò di terminare i lavori della cittadella di Bourg-en-Bresse, visto il possibile assedio da parte di Enrico III di Francia.
Opere di fortificazione architettonica degne di nota per l'alto valore storico e militare sono: il forte di S. Francesco sulla frontiera col Delfinato, la fortezza di Montmélian e i forti della Consolata a Demonte e di S. Maria a Susa.
Rientrato a Milano nel 1599, dopo aver partecipato alla campagna militare per riconquistare la Borgogna a Enrico IV, Gabriele Busca venne nominato "architetto regio e ducale dello Stato"; poté sovrintendere a diversi importanti progetti che il conte di Fuentes, signore di Milano, volle intraprendere, tra cui la costruzione di una fortezza, oggi conosciuta come Forte di Fuentes.
Busca si spense il 27 luglio del 1605, probabilmente a causa della malaria.

## Opere
- Della espugnatione et difesa delle fortezze, Torino, eredi Niccolò Bevilacqua, 1585.
- Della architettura militare, vol. 1, Milano, Girolamo Bordone & Pietro Martire Locarni, 1601.